# Hormantris astragalopa
Hormantris astragalopa är en fjärilsart som beskrevs av Edward Meyrick 1927. Hormantris astragalopa ingår i släktet Hormantris och familjen äkta malar.
Artens utbredningsområde är Colombia. Inga underarter finns listade i Catalogue of Life.